# Liste der Kulturdenkmäler im Lahn-Dill-Kreis

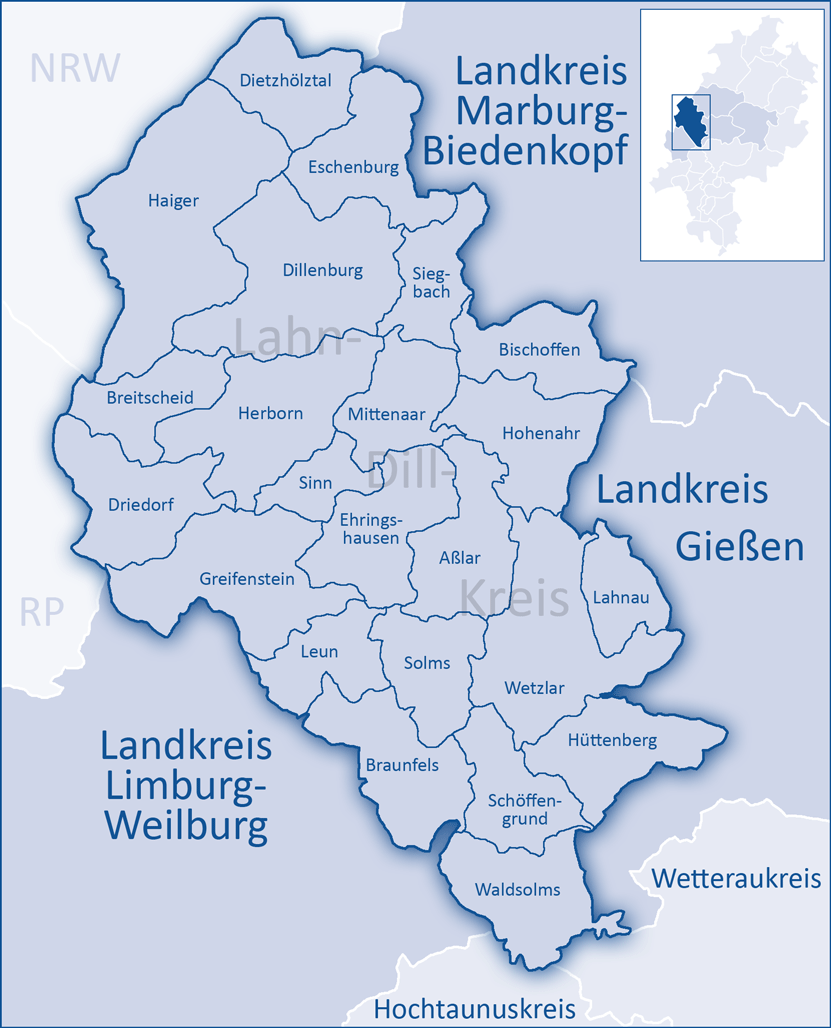
Kommunen im Lahn-Dill-Kreis

Die Liste der Kulturdenkmäler im Lahn-Dill-Kreis enthält die Kulturdenkmäler im Lahn-Dill-Kreis. Rechtsgrundlage für den Denkmalschutz ist das Denkmalschutzgesetz in Hessen.
Sie lässt sich nach den kreisangehörigen Kommunen gliedern:
- Liste der Kulturdenkmäler in Aßlar
- Liste der Kulturdenkmäler in Bischoffen
- Liste der Kulturdenkmäler in Braunfels
- Liste der Kulturdenkmäler in Breitscheid
- Liste der Kulturdenkmäler in Dietzhölztal
- Liste der Kulturdenkmäler in Dillenburg
- Liste der Kulturdenkmäler in Driedorf
- Liste der Kulturdenkmäler in Ehringshausen
- Liste der Kulturdenkmäler in Eschenburg
- Liste der Kulturdenkmäler in Greifenstein
- Liste der Kulturdenkmäler in Haiger
- Liste der Kulturdenkmäler in Herborn
- Liste der Kulturdenkmäler in Hohenahr
- Liste der Kulturdenkmäler in Hüttenberg
- Liste der Kulturdenkmäler in Lahnau
- Liste der Kulturdenkmäler in Leun
- Liste der Kulturdenkmäler in Mittenaar
- Liste der Kulturdenkmäler in Schöffengrund
- Liste der Kulturdenkmäler in Siegbach
- Liste der Kulturdenkmäler in Sinn
- Liste der Kulturdenkmäler in Solms
- Liste der Kulturdenkmäler in Waldsolms
- Liste der Kulturdenkmäler in Wetzlar